# 휴머니스트
"휴머니스트"(영어: The Humanist)는 2001년에 개봉한 대한민국의 영화이다.

## 캐스팅
- 안재모 : 마태오 역
- 강성진 : 유글레나 역
- 박상면 : 아메바 역
- 명지연 : 로사수녀 역
- 박영규 : 아버지 역
- 노경혜 : 계모 역
- 김명수 : 거지 역
- 이무영 : 인터뷰어 역
- 고인배 : 신부 역
- 윤택상 : 형사 1 역
- 김강일 : 형사 2 역
- 안석환 (특별출연)
- 최란 (특별출연)